# Fontaine-l'Étalon
Fontaine-l'Étalon é uma comuna francesa na região administrativa de Altos da França, no departamento de Pas-de-Calais. Estende-se por uma área de 3,98 km². Em 2010 a comuna tinha 101 habitantes (densidade: 25,4 hab./km²).